# Michał Krzywicki (pisarz)
Michał Krzywicki (ur. 23 listopada 1975 w Gdańsku) – polski pisarz fantasy.

## Życiorys
Ukończył historię na Uniwersytecie Gdańskim. Został nauczycielem historii w XIX LO im. Mariana Mokwy. Mieszka w Gdańsku. 
Debiutował w 2008 powieścią Plagi tej ziemi, która łączy historię z elementami fantastycznymi, a dotyczy wyprawy krzyżowej na Słowian Połabskich w XII wieku. W kwietniu 2010 roku ukazała się Psalmodia, również historia fantastyczna, której akcja osadzona jest w średniowiecznej Hiszpanii, na Pomorzu i w Prusach.

## Publikacje

### Powieści
- Plagi tej ziemi (Runa, 2008)[1]
- Psalmodia (RUNA, 2010)[2]

### Opowiadania
- Głosy (w antologii Księga wojny, RUNA 2011)[3]

### Artykuły
- Seksmisja po staropolsku, Dziś, nr 1 (148), styczeń 2003
- Zasiedlanie Gdańska, Dziś, nr 8 (156), sierpień 2003